# Edward Whittemore
Edward Whittemore (* 29. Mai 1933 in Manchester (New Hampshire), USA; † 3. August 1995 in New York City) war ein US-amerikanischer Schriftsteller, der von 1974 bis 1987 fünf Romane veröffentlichte.
Edward Whittemore wurde als jüngstes von fünf Kindern geboren. Nach Schulabschluss in Portland (Maine) studierte er Geschichtswissenschaft an der Yale University. Als Mitglied des United States Marine Corps diente er in Japan, wo er als CIA-Agent angeworben wurde. Von 1958 bis 1967 arbeitete er in dieser Tätigkeit, getarnt als Reporter der The Japan Times, in Fernost, Europa und dem Nahen Osten.
Schriftstellerisch ist Whittemore durch die vier Romane seines „Jerusalem Quartetts“ bekannt geworden. In seinem früheren Roman, Quin's Shanghai Circus, entwickelte er seinen Stil der surrealen, historischen Fantasy, den er in den vier „Jerusalem“-Romanen weiterentwickelte. Eine Reihe von Schriftstellern und Kritikern haben Whittemores Vorstellungskraft und -weite hervorgehoben. Dagegen bemängelte der Science-Fiction Autor Thomas M. Disch die geringe Imaginationskraft in Jerusalem Poker. Ungeachtet des allgemeinen Erfolgs bei der Kritik, blieb Whittemores Büchern der große Erfolg versagt, trotz Übersetzungen ins Deutsche und Französische. Seine Werke waren lange Zeit vergriffen, erst 2003 gab es eine neue Edition aller fünf Romane.
Er hielt sein Privatleben strikt geheim, so dass wenig über ihn bekannt ist. 1982 traf Whittemore die Künstlerin Helen Bar-Lev und ging mit ihr nach Jerusalem, wo sie fünf Jahre zusammen lebten, ehe er sie plötzlich und aus nicht bekannten Gründen verließ und nach New York zurückkehrte. Edward Whittemore starb mit 62 Jahren, kurz nachdem bei ihm Prostatakrebs diagnostiziert worden war.

## Bibliographie
- Quin's Shanghai Circus (1974) ISBN 1-882968-21-2 (nicht ins Deutsche übersetzt)

- Das Jerusalem-Quartet:
  - Sinai Tapestry (1977) ISBN 1-882968-22-0 – dt. Das Buch der Bücher, Goldmann 1987, ISBN 3-442-30082-7 (einzige deutsche Hardcover-Ausgabe); Goldmann 1989, ISBN 3-442-09290-6
  - Jerusalem Poker (1978) ISBN 1-882968-23-9 – dt. Poker um Jerusalem, Goldmann 1989, ISBN 3-442-09432-1
  - Nile Shadows (1983) ISBN 1-882968-24-7 – dt. Die Schatten des Nil, Goldmann 1990, ISBN 3-442-09460-7
  - Jericho Mosaic (1987) ISBN 1-882968-25-5 – dt. Das Jericho-Mosaik, Goldmann 1990, ISBN 3-442-09807-6